# Summertime (película de 2001)
Summertime (en hangul, 썸머 타임; romanización revisada, Sseommeotaim) es una película surcoreana de 2001, dirigida por Park Jae-ho y protagonizada por Ryu Soo-young, Kim Ji-hyun y Choi Cheol-ho. Es una nueva versión de la controvertida película filipina Scorpio Nights de 1985, y también inspirada en la Masacre de Gwangju.
La historia se desarrolla principalmente en los duros años 80, un activista estudiantil se esconde en un pueblo remoto a las afueras de Corea del Sur tras ser buscado por las autoridades por  participar en el movimiento estudiantil. Desde su habitación puede espiar a un matrimonio mientras mantienen relaciones sexuales. Pero cansado de ser un simple espectador, decide tomar cartas en el asunto.

## Sinopsis
Ambientada en la década de 1980, Sang-ho es un activista estudiantil escondido en un pequeño pueblo rural. Accidentalmente ve, a través de un agujero en el suelo del segundo piso de la casa, a una pareja de esposos tener relaciones sexuales. Descubre que es un voyeurista  y se vuelve cada vez más audaz en sus acciones.
Un día, en ausencia del esposo, se cuela en la habitación donde la mujer yace dormida, tocándola en la misma forma en que lo hace su esposo e imitándole hasta tener relaciones con ella. Aquella mujer también es una prisionera en esa casa. La segunda vez en que se acerca a ella lo hace de forma diferente a la primera, la mujer nota que está con un extraño en su cama, sin embargo no lo rechaza. El esposo, Tae-yeol, es un expolicía despedido por corrupción y su esposa, Hee-ran, fue violada por él cuando era joven, pero debido a las tradiciones terminó siendo su esposa y prisionera.

## Elenco
- Ryu Soo-young como Sang-ho.
- Kim Ji-hyun como Hee-ran.
- Choi Cheol-ho como Tae-yeol.
- Song Ok-sook como Gi-ok.
- Bae Jeong-yun como Young-mi.
- Choi Seong-min
- Yun Yeong-keol
- Jang Seong-won
- Kim Seon-hwa
- Lee Seung-hun
- Ahn Byeong-kyeong
- Park Hoon-jung como niños en el patio de recreo.